# Go Round / Yeah-Oh!
Singles de Namie Amuro
Sit!Stay!Wait!Down! / Love Story
(2012) Big Boys Cry / Beautiful
(2013)
Go Round / Yeah-Oh!  est une chanson de l'artiste japonaise Namie Amuro issue de son dixième album studio Uncontrolled. Elle est sortie en double single avec un autre titre de l'album Yeah-Oh! et a été servie comme quatrième single le 21 mars 2012 par Avex Trax. Go Round a été écrite par Aili, produite par T-Sk et co-composée par Tesung Kim et le duo australien Nervo. Avec une pochette, photographiée par Takaki Kumada, montrant Namie devant une vitre floue, Go Round a été enregistrée en anglais et en japonais et est une chanson dance-pop.
Go Round a reçu des critiques mitigées de la part des critiques musicaux, dont beaucoup ont souligné son appartenance à l'album Uncontrolled et ont salué la composition tandis que d'autres ont estimé que la production et les paroles étaient génériques et régressives. Classée en conjonction avec Yeah-Oh, la double face A a atteint la quatrième place du classement japonais des classements des Singles Oricon et a été certifiée disque d'or par la Recording Industry Association of Japan (RIAJ). Les deux chansons ont été classées respectivement dans le Japan Hot 100 et les classements des Singles Taïwanaise, et ont toutes deux été certifiées disque d'or pour les ventes numériques. Pour la promotion, un clip vidéo d'accompagnement a été tourné pour le single et a été joué lors de deux tournées de concerts par Namie.

## Liste des titres
| 1. | Go Round                | 3:31 |
| 2. | Yeah-Oh!                | 3:25 |
| 3. | Go Round (Instrumental) | 3:31 |
| 4. | Yeah-Oh! (Instrumental) | 3:22 |

| 1. | Go Round |  |
| 2. | Yeah-Oh! |  |